# Ferdinand von Bodmann

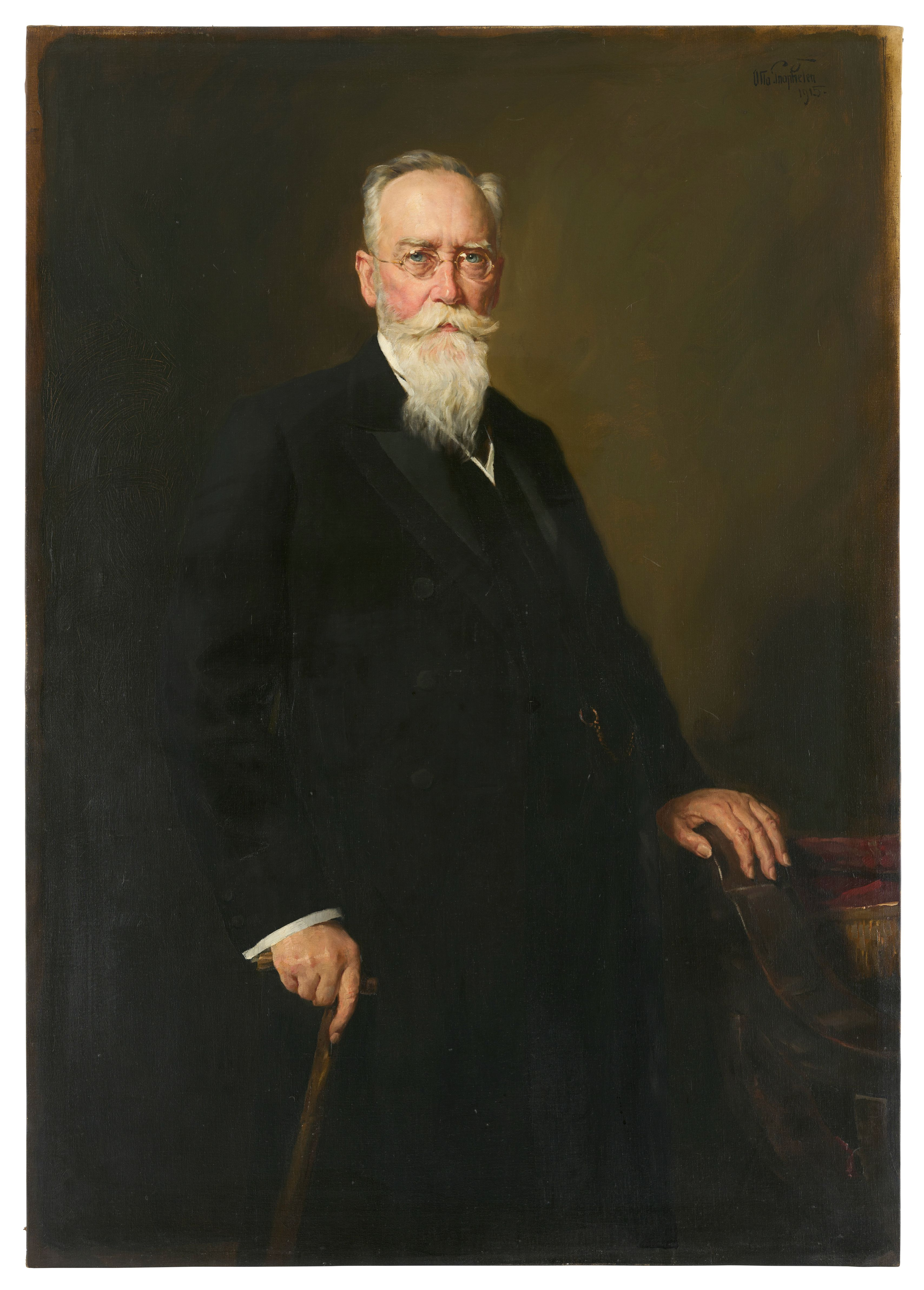
Ferdinand Johann Freiherr von Bodman (Otto Propheter, 1915)

Ferdinand Johann Freiherr von Bodmann (* 31. Januar 1839 in Karlsruhe; † 4. Februar 1920 in Freiburg im Breisgau) war ein deutscher Offizier und Mitglied der Badischen Ständeversammlung (Nationalliberale Partei).

## Herkunft
Seine Eltern waren der Oberst Johann Heinrich Freiherr von Bodman (* 24. März 1809) und dessen Ehefrau Elisabeth Shone (* 21. März 1811). Bodman hatte noch einen Bruder und drei Schwestern:
- Mathilde (1834–1871) ⚭ Bernhard von Beck (1821–1894)
- Emma (1836–1901) ⚭ Heinrich von Treitschke (* 15. September 1834; † 28. April 1896), Historiker
- Clara (1842–1862) ⚭ Wilhelm Nokk (* 30. November 1832; † 12. Februar 1903), badischer Staatsmann
- Johann Heinrich (1851–1929) ⚭ Annie Steinway-Oakes (1863–1906)

## Leben
Bodmann besuchte das Lyzeum in Freiburg und das Kadettenkorps mit dem Ziel, eine militärische Laufbahn einzuschlagen. Nach seinem Dienst als Leutnant im badischen Leibgrenadier-Regiment 1858 wurde er in die Höhere Offiziersschule aufgenommen, wo er 1862 selbst Lehrer wurde. Von 1864 bis 1874 war Bodmann militärischer Begleiter des Erbgroßherzogs von Sachsen-Weimar. In dieser Zeit trat er als Hauptmann in die Preußische Armee über, wurde Ordonnanzoffizier und nahm im 5. Thüringischen Infanterie-Regiment Nr. 94 1870/71 am Krieg gegen Frankreich teil. 1874 verließ Bodmann die Armee als Kriegsinvalide im Rang eines Majors.
Er kümmerte sich seitdem um sein 1872 erworbenes Landgut und engagierte sich im Land- und Weinbau, sodass er Mitglied des Badischen Landwirtschaftlichen Vereins sowie des Deutschen Weinbauvereins wurde. Daneben wurde Bodmann 1879/80 als Vertreter der Nationalliberalen Partei zum Abgeordneten der Zweiten Kammer der Badischen Ständeversammlung gewählt; später, von 1889 bis 1903, war er Mitglied der Ersten Kammer der Badischen Ständeversammlung. In den Jahren 1894 bis 1908 erhielt Bodmann den Posten des großherzoglichen badischen Gesandten sowie den des bevollmächtigten Ministers für den bayerischen und württembergischen Hof mit dem Sitz in München.